# Adolph A. Chevallier
Adolphe A. Chevallier (n. 7 noiembrie 1881, Broșteni, România – d. 23 aprilie 1963, Baden, cantonul Aargau, Elveția) a fost un fotograf român.

## Biografie
Adolphe A. Chevallier s-a născut într-o familie cu șase copii, el fiind unicul băiat. Tatăl său, Adolf Chevallier, era venit din Elveția ca specialist în exploatații forestiere (chemat fiind de către regele Carol I). Mama, Smaranda Vasiliu, era româncă. Actul de căsătorie al părinților a fost încheiat abia după nașterea ultimului lor copil.  După studii primare la școala din Broșteni, Adolphe merge să studieze la Fălticeni. Aici îi cunoaște pe Mihail Sadoveanu și  G.T. Kirileanu, care îi vor deveni prieteni apropiați. În 1897, la vârsta de 16 ani, pleacă trimis de tatăl său la Lausanne, unde studiază arta fotografică. Revenit în țară, obține  pe 12 decembrie 1921 brevetul de fotograf („furnizor”) al Curții Regale. În următorul an își deschide un atelier fotografic în Piatra Neamț.
Primul atelier se afla în zona liceului Petru Rareș de astăzi, iar următorul, cumpărat pentru a nu mai plăti chirie, se găsea lângă actualul Teatru al Tineretului.
Adolphe Chevallier s-a căsătorit la Cluj, în anul 1925, cu Ilze Krausz. Au avut două fiice, Fani-Irina și Mary-Beatrice. Fiind de origine elvețiană, a  devenit cetățean român abia în anul 1940, printr-un decret al regelui Carol al II-lea. După cel de-al Doilea Război Mondial se mută în București, iar în anul 1950 emigrează în Elveția. A locuit la Lausanne, la Prilly și la Baden, unde moare pe 23 aprilie 1963. Locul mormântului său este necunoscut.

## Opera
Chevallier este autorul unor portrete ale Reginei Maria, realizate în vizitele acesteia la Bicaz, unde se afla reședința Domeniului Coroanei. Tot pentru Casa regală, a mai fotografiat pe regele Ferdinand, pe generalul Berthelot în mijlocul ofițerilor, sau pe George Enescu.
Adolphe A. Chevallier este cunoscut și ca „Artistul fotograf al Văii Bistriței”, multe din fotografiile sale având ca subiect ocupațiile tradiționale alte timpului, precum plutăritul, portul popular, datinile și obiceiurile locului, țărani, țigani, evrei, precum și imagini ale orașului Piatra Neamț și a altor localități din împrejurimi, având un caracter documentar deosebit pentru zona Neamțului.

## Distincții primite
- La inițiativa unui grup de colecționari, în data de 27 august 2015, Adolphe A. Chevallier a fost făcut cetățean de onoare al municipiului Piatra Neamț, post-mortem[2].